# 三氟乙酸甲酯
三氟乙酸甲酯是一种有机化合物，化学式为CF3COOCH3。它可由三氟乙酸和甲醇反应制得。它和多巴胺盐酸盐在三乙胺存在下于甲醇中反应，可以得到N-三氟乙酰基多巴胺。在醇盐的催化下，它可以被氢气还原为2,2,2-三氟-1-甲氧基乙醇。